# Elyptron catalai
Elyptron catalai là một loài bướm đêm trong họ Noctuidae.